# Arantia dentata
Arantia dentata är en insektsart som beskrevs av Henri Saussure 1899. Arantia dentata ingår i släktet Arantia och familjen vårtbitare. Inga underarter finns listade i Catalogue of Life.